# Gygis
Genre
Gygis est un genre d'oiseaux de la famille des Laridae. D'après la classification de référence (version 2.2, 2009) du Congrès ornithologique international, ce genre ne contient qu'une espèce. Mais certains auteurs considèrent Gygis microrhyncha comme une espèce à part entière, alors que d'autres la considèrent comme la sous-espèce Gygis alba microrhyncha.

## Liste des espèces
D'après la classification de référence (version 14.1, 2024) de l'Union internationale des ornithologues, il n'y a qu'une seule espèce du genre Gygis :
- Gygis alba (Sparrman, 1786) – Gygis blanche.

D'autres auteurs rajoutent :
- Gygis microrhyncha Saunders, H, 1876 – Gygis à bec fin

considérée généralement comme Gygis alba microrhyncha.